# Bruch (Dönberg)
Bruch, auch Am Bruch oder Schimmelsbruch genannt, ist eine Hofschaft im Norden der bergischen Großstadt Wuppertal.

## Lage und Beschreibung
Die Hofschaft liegt im Westen des Wohnquartiers Dönberg im Stadtbezirk Uellendahl-Katernberg auf einer Höhe von 271 m ü. NHN auf einer Anhöhe oberhalb des Hardenberger Bachs. Der Wohnplatz Benzpitter wird heute der Siedlung zugeordnet, die Höfe Schimmelshaus und Brunnenhäuschen sind unmittelbar angrenzend.
Weitere benachbarte Orte sind neben Dönberg die Höfe und Ortslagen Schmürsches, Mutzberg, Grüntal, Ibach, Kobeshäuschen, Jommerhönschen, Junkernbruch, Schnappbrücke, Peckeshütt, Schell, Siebeneick, Saurenhaus, Knorrsiepen, Langenkamp, Dümpel, Engelshaus, Jungenholz und Grades. Südlich befindet sich die Erhebung Woltersberg im Waldgebiet Große Busch/An Woternocken.
Der Wuppertaler Rundweg führt durch Bruch hindurch.

## Geschichte
Bruch wurde zu Beginn des 18. Jahrhunderts gegründet.
Im 19. Jahrhundert gehörte Bruch zu den Außenortschaften der Bauerschaft und der Kirchengemeinde Dönberg in der Bürgermeisterei Hardenberg, die 1935 in Neviges umbenannt wurde. Damit gehörte es von 1816 bis 1861 zum Kreis Elberfeld und ab 1861 zum alten Kreis Mettmann. 
Der Ort ist auf der Gemeinde Charte des Parzellar Katasters der Bürgermeisterei Hardenberg von 1815/16 als am Bruch eingezeichnet. Im Gemeindelexikon für die Provinz Rheinland von 1888 werden ein Wohnhaus mit vier Einwohnern angegeben. Der Ort wird zu dieser Zeit Am Bruch genannt.
Mit der Kommunalreform von 1929 wurde der südliche Teil von Dönberg abgespalten und mit weiteren, außerhalb von Dönberg liegenden Nevigeser Ortschaften in die neu gegründete Stadt Wuppertal eingemeindet, der Rest Dönbergs mit Bruch verblieb zunächst bei Neviges. Durch die nordrhein-westfälische Gebietsreform kam Neviges mit Beginn des Jahres 1975 zur Stadt Velbert und das restliche Dönberg wurde ebenfalls in Wuppertal eingemeindet.

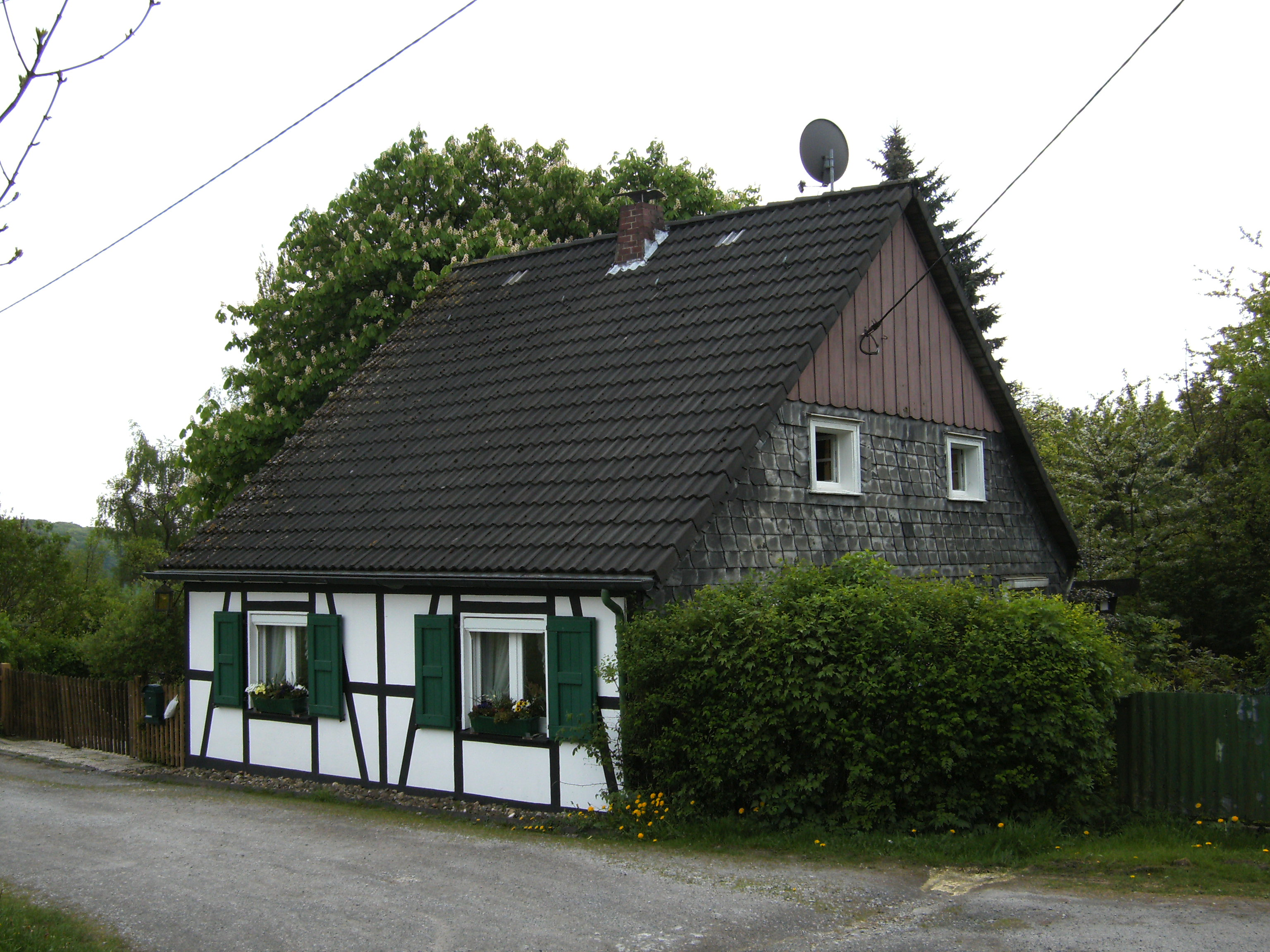
Haus in Bruch